# ジョン・ワッツ・ド・ペイスター
ジョン・ワッツ・ド・ペイスター・シニア（John Watts de Peyster, Sr.、1821年3月9日-1907年5月4日）は、兵法に関する著作家、慈善事業家であり、初期のニューヨーク州兵長官だった。最も初期の軍事評論家であり、アメリカ独立戦争や南北戦争の歴史書を著して注目され、また戯曲、詩、軍事史、軍人伝記および軍事評論を出版した。

## 初期の経歴
ド・ペイスターはニューヨーク市で、古いダッチェス郡の裕福な家庭の息子として生まれた。フィリップ・カーニー少将とは従兄弟だった。高祖父は初期ニューヨーク市長のエイブラハム・ド・ペイスターであり、その弟のヨハネス・ド・ペイスターもやはりニューヨーク市長だった。ド・ペイスターはコロンビア大学で法律を学んだが、健康状態を悪化させて卒業はしなかった。奉仕活動の消防士を務めている間に患った心臓病のために若くして病弱となった。ド・ペイスターは学生時代から第5消防団で消防に深く係わっており1836年のニューヨーク大火でも活動したが、これが健康を悪化させる原因になった。このような身体的な障害があったものの、ある者に言わせれば怒りっぽいと表現され、独裁的とすら言われた。
後にコロンビア大学が文学修士号、ネブラスカ大学から哲学博士号、またフランクリン・アンド・マーシャル大学からも哲学博士号を受けた。ニューヨーク市警察局および消防局の組織化を行った者達の1人でもあった。広報によってド・ペイスターが提唱した改革で結果的に国中に広まったものとしては、有給の消防局や蒸気駆動消防車があり、ニューヨーク市はそのような手段を採用したことではアメリカでも最初の都市になった。
ド・ペイスターは生涯を通じてニューヨーク州兵で活動し、1851年にはその准将に昇進した。州の法務総監となり最後は州兵長官となり、その後1855年に州知事マイロン・クラークと衝突して辞任した。軍事監視要員としてヨーロッパを広範に旅し、その後にやってくる紛争のために州兵の近代化に繋がる多くの改革を行った。

## 南北戦争
ド・ペイスターは、南北戦争が始まったときに既に州兵の准将だったが、北軍のために連隊を起ち上げようとしたときに、エイブラハム・リンカーンからの偏見ある抵抗と考えられる（さらに宣言される）ものに遭遇した。1861年にド・ペイスターはワシントンD.C.に入って正規軍の准将としての任官を懇請し、自分の専門に最も良く合っており身体的条件にも適うと感じた砲兵隊を2個連隊起ち上げる提案を行った。これは国全体で75,000名を徴兵するという中のニューヨーク州に対する割り当てを既に満たしていたので、ほとんど興味を持たれなかった。
ド・ペイスターの息子3人共に北軍で戦争に参加した。長男のジョン・ワッツ・ド・ペイスター・ジュニアはポトマック軍で副官と砲兵隊指揮官を務め、准将として退役した。次男のフレデリック・ド・ペイスター3世は大佐で軍医だった。三男のジョンストン・L・ド・ベイスターはアメリカ連合国首都リッチモンドが陥落したときに最初に北軍の軍旗を掲げたとされる砲兵大隊の少尉だった。
州兵士官としてのド・ペイスターは常に健康の問題に悩まされ、1863年6月にニューヨーク州選出アメリカ合衆国上院議員アイラ・ハリスが、ド・ペイスターの社会的つながりに眼をつけた可能性のあるジョセフ・フッカーおよびアルフレッド・プレソントン各将軍のために提案した騎兵大佐の任務も断った。当時アルフレッド・プレソントンによって准将に昇進された野戦経験の限られた著名人物として、エロン・J・ファーンズワース（アメリカ合衆国下院議員の息子）、ウェズレー・メリットおよびジョージ・アームストロング・カスターがいた。
ド・ペイスターの『新しいのアメリカの戦術』と題する論文は「陸軍海軍ジャーナル」に掲載されたシリーズ記事であり、新しい戦闘隊形として散兵線を提案したが、これは当時革新的なものと考えられた。これらはコリアールの有名な『Biographie des celebrites militaires des armees de terre et de mer』（陸軍と海軍の著名軍人伝記）を含み外国の軍事雑誌に翻訳されるかそのまま掲載されるかした。このような戦術はジョン・ビュフォードのような将軍達に採用され、後には世界中に広まった。ド・ペイスターは1866年に州特別法によって少将に名誉昇進した。そのような昇進はニューヨーク州はもちろん北部の他の州でも初めての栄誉だった。
ド・ペイスターは北軍第3軍団長のダニエル・シックルズ少将と親友だった。ド・ペイスターは戦争中に第3軍団の将軍達、アンドリュー・A・ハンフリーズやガーショム・モットの伝記を書き、またビュフォードの世に知られた軽装騎兵を使った方法も高く評価して書き残した。

## 戦後の経歴
ド・ペイスターはその一家の家があったニューヨーク州チボリの村の最大の開発者として知られた。1892年に木製のメソジスト教会をレンガ造りのものに建て替え、これが今日でも残っている。また、古い学校を女子のための工業学校に改装した。1895年には消防活動の権威として、地元消防署のために巨大な最新式レンガ建築を建設した。今日でもそこにド・ペイスターの肖像画があり、1986年まで消防署として使われていた。この高いビクトリア様式の建物には地元政府のために法廷、監獄および大きな集会室が備えられた。ド・ペイスターは村長であるド・ペイスターの息子、ジョンストン・ド・ペイスターと紛争を起こし、息子がその建物に入ることを禁じた。村役場は他の建物に移るしかなくなり、1994年に消防署が復元されたときにやっと地元政府がド・ペイスターの建物に戻ってきた。
ド・ペイスターの著作はゲティスバーグの戦いにおけるダニエル・シックルズとその役割を弁護していた。その著作の中にはジョセフ・フッカーがポトマック軍をゲティスバーグに導いた役割に付いて肯定的な面も否定的な面も詳細を述べているものがある。またチャンセラーズヴィルの戦いで北軍第11軍団の犯した失敗を痛切に批判するものも出版した。またジョージ・ヘンリー・トーマス少将の輝かしい功績について書いたものもあり、これがトーマスを戦争中の最高の指揮官の1人として現代でも評価させることに繋がっている。ニューヨークタイムズや学会の雑誌で1866年のフランス・オーストリア戦争と1870年の普仏戦争を正確に予言した。筆名「アンカー」で歴史雑誌に重要な寄稿をしてシックルズやビュフォードを激賞しており、また別の雑誌ではニューヨーク市消防局の隊員を褒めた。
ド・ペイスターはサラトガの戦いについて広範な軍事史を書き、1887年にこの戦闘でベネディクト・アーノルドが英雄的な働きをして負傷したことを記念する長靴の記念碑と呼ばれるものを寄付した（ただし、アーノルドの名前は出しておらず、その長靴のみが現されている）。1905年、ド・ペイスターは、1755年以来ジョンソン砦と呼ばれていたウィリアム・ジョンソン卿の大邸宅を購入し、これをニューヨーク州アムスターダムのモンゴメリー郡歴史協会に寄付した。
1901年、スミソニアン博物館に数千の本と地図、さらには1851年に旅行した時に集めたムーア人のヤタガン剣を寄付した。ド・ペイスターの伝記作者はその寄付について6章を割いているが、その民俗学的蒐集品については記述していない。その他の慈善事業にはフランクリン・アンド・マーシャル大学の最初の図書館や、ヨーロッパの軍事史に関する最大でかつ最も注目すべき稀覯本蒐集、1,890巻の『ワッツ・ド・ペイスター：ナポレオン・ボナパルト』の寄付がある。ヨーロッパを旅している時に多くの研究論文を集めており、自ら書いた『ナポレオン・ボナパルト』（1896年）と題する伝記のための研究を行った。ジョージ・エドウィン・ビッセルが制作したニューアムステルダムの創設者エイブラハム・ド・ペイスターの記念碑は、ニューヨーク市の古い広場ボウリング・グリーンのためにド・ペイスターが発注した。ド・ペイスターはまたアメリカ貨幣学会の副会長を務め、チボリのニューヨーク・共和国グランドアーミー第71ポストにその名前が残された。ド・ペイスターは1907年にマンハッタンの自宅で老衰のために死んだ。チボリの邸宅「ローズヒル」は地元の養護施設に遺贈された。
その他の著作として、『トーステンソン陸軍元帥の生涯』（1855年）、『北極のオランダ人』（1857年）、『コーラウシャス、オランダのオーガスタス』（1858年）、『コホーン男爵の生涯』（1860年）、『先の南北戦争の決定的紛争、すなわち奴隷所有者の反逆』（1867年）、『フィリップ・カーニー将軍の個人史と軍歴』（1869年）、『サー・ジョン・ジョンソン准将の生涯と災難、および軍歴』（1882年）および『ジプシー：様々な史料から収集、翻訳あるいは再版された幾つかの興味ある調査』（1887年）があり、その他の本、伝記、出版物および雑誌などに多くの寄稿がある。